# Iera
Iera o Jera è una frazione del comune di Bagnone in provincia di Massa-Carrara, in alta Lunigiana, a circa 7 chilometri dal capoluogo comunale, altitudine 547 metri sul livello del mare.

## Descrizione
Il paese sorge sul lato destro del Bagnone, e si caratterizza per la presenza di quattro distinte contrade. Il Borgo (in dialetto al Borg), corrispondente alle abitazioni intorno alla piazza paesana, Cordelana (in dialetto Cordlana) ricomprendente la sua parte a nord-est, in prossimità del vicino Bagnone, Sommocanale (in dialetto Smarcanal) corrispondente alle case poste alle altezze più elevate, che dominano la piazza e larga parte del borgo jerese (distinto a sua volta in Smarcanal dad'ki e dad'là, vale a dire di qua e di là) e infine Sommovalle (in dialetto Sonval), corrispondente alla contrada che introduce al borgo di Jera e che si trova leggermente staccata dal complesso paesano, quasi a formare un'unità a sé stante. Talune parti di queste contrade assumono poi dei nomi caratteristici come la Scodikiara nel Borgo, la Manghinela in Cordelana, i Sassi, tra Borgo e Cordelana, Sgropal tra il Borgo e Sommovalle, la  Montada a Sommocanale di qua, tutti luoghi inseriti all'interno della parte urbana del paese.
Gli attuali residenti sono molto poco numerosi. Il borgo, vissuto in epoca storica grazie alle risorse delle terre locali, rivive durante le festività estive e i vari ponti dell'anno. Larga parte della popolazione jerese è emigrata a cavallo degli ultimi anni quaranta e dei primi anni cinquanta del XX secolo in varie regioni dell'Italia centro-settentrionale. Forte è stata anche l'emigrazione nelle Americhe e, in parte, in Francia.

## Geografia fisica
La natura della montagna jerese è incontaminata. Il bosco è ricchissimo di castagni, faggi e cerri. Il vicino crinale tosco-emiliano si erge come un gigante insuperabile, sebbene nella tradizione montanara lunense la montagna abbia sempre unito, mai separato. Numerosi, fino alla prima metà del novecento, furono i rapporti con le comunità emiliane, in particolare quelle di Valditacca, Rigoso, Tre Fiumi e Succiso. Numerose mulattiere collegano le varie borgate jeresi a Compione, Collesino, Mochignano e Treschietto.
Sul crinale, all'interno del neonato Parco nazionale dell'Appennino Tosco-Emiliano, l'amante delle camminate in montagna può ammirare gli stupendi laghi appenninici che dal Lago Paduli o del Lagastrello, presso l'omonimo passo (v. passo del Lagastrello), si distendono su tutto l'arco appenninico fino al lago Santo e al Passo di Cirone. I più caratteristici sono i laghi di Sillara, poche centinaia di metri sotto la vetta del Monte Sillara, montagna che dal lato emiliano assume la forma di una piattaforma navale inclinata, proiettata verso il cielo, visibile sotto altre sembianze anche da La Spezia.
Mentre il centro urbano ne è estraneo, tutti gli immediati territori soprastanti Jera sono inseriti nel Parco Nazionale dell'Appennino Tosco-Emiliano.

## Monumenti e luoghi d'interesse

### Architetture religiose

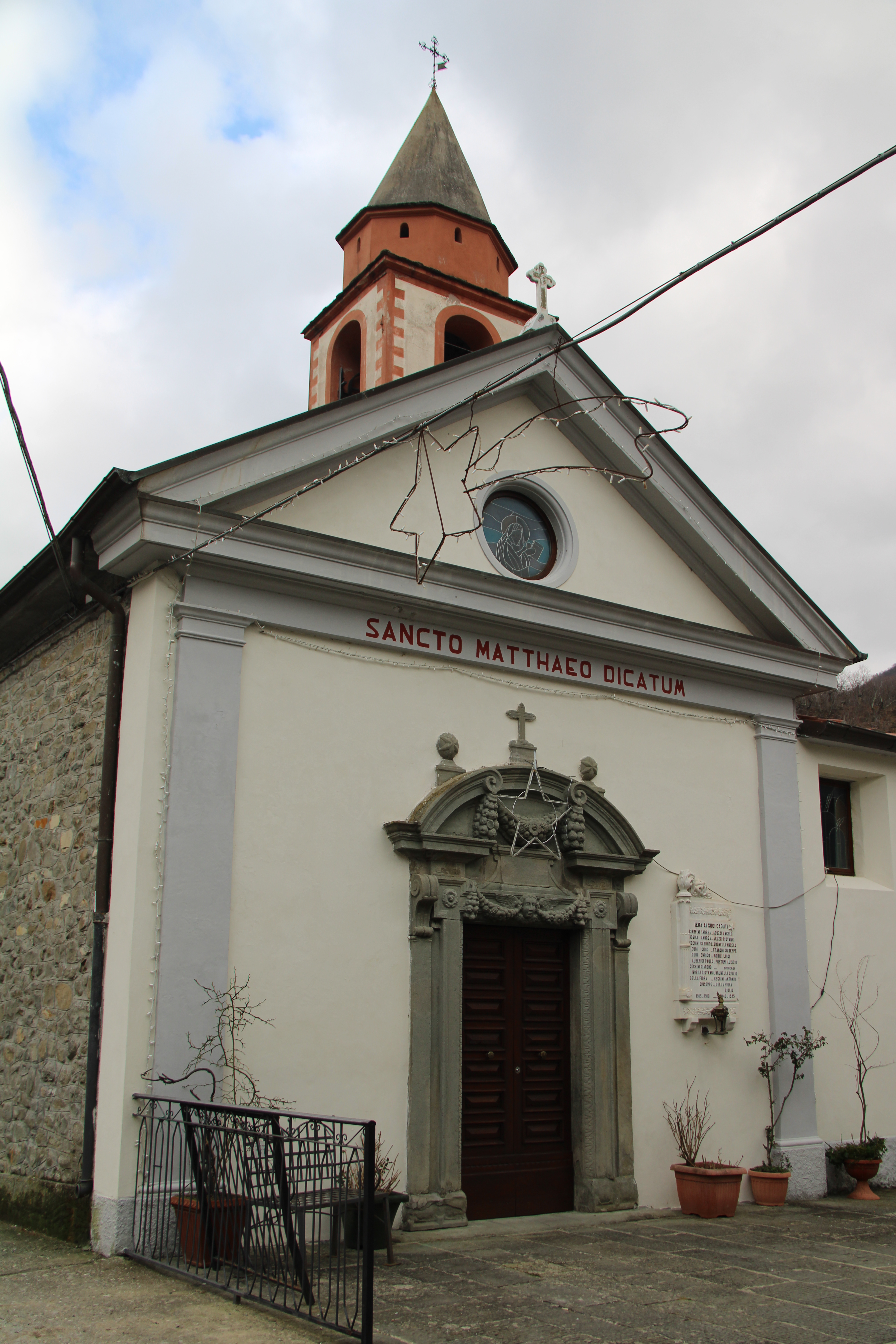
La chiesa di San Matteo

Jera, quasi totalmente ristrutturata, presenta la chiesa locale, dedicata a San Matteo, una grande quantità di viottoli, cunicoli e volte (in dialetto votia) e i caratteristici tetti di ardesia della Lunigiana.

### Architetture militari
Sovrasta l'antico borgo il castello di origine romana, sul cui originale perimetro sono subentrati ulteriori innesti in epoca alto medioevale, il quale un tempo costituiva un autentico baluardo a presidio della valle. Attualmente sono visibili, tra i numerosi castagni, le sue rovine, trovandosi allo stato di rudere. Tale avamposto era in contatto visivo con il vicino castello di Treschietto.
È raggiungibile superando il borgo ed il ponte che dà sul torrente, in direzione della frazione di Compione.

## Festività
Storicamente le celebrazioni religiose più importanti sono state quelle di San Matteo (San Maté) il 21 settembre, festa patronale, San Biagio (San Biag) il 3 febbraio,  la festa della SS. Trinità (la festa ad'giugn la terza domenica di giugno, in occasione della transumanza) e Santa Maria Assunta (Santa Maria) il 15 agosto di ogni anno.

## L'origine del nome
Il toponimo Jera ha una origine imprecisata, ma già presente nel IX secolo nei carteggi del Comitato Lunense. Spicca l'utilizzo di una lettera (la j) propria degli alfabeti non italici, ultima lettera ad essere stata inserita nell'alfabeto latino.
Tra le possibili radici del nome Jera si individuano:
- quella territoriale che lo farebbe risalire al latino glarea (ghiaia), parola poi storpiata e rimodellata ad uso e consumo autoctono, ad indicazione di un luogo ricco di sedimenti. Quello in cui il borgo è stato fondato. Difatti, soprattutto nelle vicinanze della borgata Sommovalle è possibile individuare un ampio bacino costituito da ciotolame e sabbie, seminascosti da arbusti ed erbe, che in epoca storica veniva utilizzato come base di ponte per disporre di materia prima a basso costo;
- quella religiosa che lo farebbe derivare invece dal latino ieraticum o jeraticum, richiamando la presenza di un antico monastero o sito religioso di cui si ha ancestrale memoria nei ricordi degli anziani del paese. Termine poi accorciato e semplificato con l'avvento del periodo alto-medioevale e la popolare perdita di contatto con la cultura classica;
- quella leggendaria che lo collegherebbe alla lettera dell'alfabeto runico, appunto jera (anche jara), simboleggiante il cambiamento ciclico della vita, simbolo propizio di raccolta delle messi, dopo la faticosa semina, nel rispetto della naturalità delle cose per cui esiste un tempo per ogni avvenimento e dopo un tempo ne viene un altro. La vita della montagna con le sue insidie e i suoi ostacoli rappresenterebbe la trasposizione e insieme l'icona della normale evoluzione di tutte le cose di questo mondo. In Jera si delineerebbe il luogo mistico della difficoltà e della armoniosità dell'esistenza, quintessenza del significato del vivere terreno. Nel suo bene e nel suo male. Immemore ricordo per coloro che lassù hanno vissuto e sono morti.
- quella connessa con le ancestrali origini di questi luoghi di montagna, già abitati in epoca preistorica, come desumibile da un petroglifo di natura devozionale dell'acqua e delle vette, ritrovato alla base del Monte Losanna agli inizi degli anni novanta, rappresentante una figura antropomorfa a braccia aperte, su di un masso erratico nei pressi della sorgente del torrente Bagnone, nonché dai ritrovamenti di menhir, dolmen e coppelle che uniti al luogo ricco d'acqua farebbero associare il suo nome ai concetti di luogo fertile e di luogo sacro.

Con provvedimento del comune di Bagnone, risalente alla metà degli anni '90 del XX secolo, e conformantesi alla toponomastica catastale dei luoghi, la cartellonistica riferita ad Jera non riporta più il riferimento all'originaria lettera J in luogo della quale è stata inserita l'italica I.

## Il dialetto
Il dialetto di Jera è parte di un particolare ceppo del dialetto della Lunigiana appartenente alle parlate dell'alta valle Magra, a loro volta appartenenti alla più grande famiglia del dialetto emiliano, con alcune influenze liguri e toscane. Vicino a parole di evidente origine italica, molto simili all'italiano attuale con la eliminazione dell'ultima vocale/sillaba e con la pronuncia stretta della prima sillaba (ad es. monte, mont, pane, pan, cappello, capel, fiume, fium, tetto, tet, letto, let, ponte, pont, cane, can, gatto, gat, etc.), sono presenti numerosi spagnolismi e francesismi, nonché retaggi di antichi latinismi (ad es. moglie, modjera, padre, padar, bambino, cichin, figlio, fiol, lenzuolo, lanzol, coda, coga, asino, asan, occhio, och, basilico, basigal, uccello, usel, orecchio, orech, etc.) al quale si uniscono parole di origine germanica serbate nella cultura popolare (ad es. ombelico, undjgal, accetta, sgurel, falce, amsora, oggi, ancò, bambino, popin, etc.). La costruzione delle frasi si avvale del gruppo sintattico aghé, agson (c'è, ci sono) e della costruzione riflessiva dei periodi, propria dei dialetti italici settentrionali, anche ribattezzati del me e del mi (es. A cà mega an'ghé mia 'gnù ansun. L'autar dì me marid amà dà di sodi e me adés avag al marcà a piar quaicò = A casa mia non è venuto nessuno. L'altro giorno mio marito mi ha dato i soldi e adesso vado al mercato a prendere qualcosa).